# Brandleite
Die Brandleite ist ein 878,9 m hoher, nicht eigenständiger Gipfel in unmittelbarer Nähe des Großen Beerberges im Thüringer Wald. Sie wird im Brandleitetunnel von der Eisenbahn und im Rennsteigtunnel von der Bundesautobahn 71 unterquert. Der Gipfel liegt etwa zwei Kilometer südlich des Wintersportortes Oberhof.

## Pfanntalskopf
Der 867,8 m hohe Pfanntalskopf ist der Nordgipfel der nur 0,5 km entfernten Brandleite. Auf dem Gelände eines ehemaligen Steinbruchs am Berg wurde zwischen 1970 und 1976 der Rennsteiggarten Oberhof angelegt, der sich heute bis zum Gipfel erstreckt.
Unterhalb des Pfanntalskopfes, in der Nähe des Bahnhofs Oberhof liegt der Pfanntalsteich, der beim Bahnbau entstand und als Löschwasserteich dient, aber auch ein beliebtes Wanderziel ist.